# Anita Magsaysay-Ho
Anita Magsaysay-Ho (Manila, 25 de maio de 1914 - 5 de maio de 2012) foi uma proeminente pintora filipina. Era a única mulher do grupo dos Treze Modernos, um grupo filipino de pintores modernistas e em 1958 foi escolhida por uma comissão de especialistas como uma das maiores pintoras do país. Grande parte do seu trabalho eram representações de mulheres filipinas e a beleza da vida cotidiana.

## Biografia
Anita nasceu em Manila, em 1914. Seus pais eram Armilla Corpus e Ambrosio Magsaysay, um engenheiro. Um de seus primos seria presidente das Filipinas, Ramon Magsaysay, cujo pai Exequiel era seu tio. Anita estudou na Escola de Belas-Artes da Universidade das Filipinas, onde teve aulas com proeminentes artistas da geração, como Fabian de la Rosa, Fernando Amorsolo e seu irmão Pablo Amorsolo. De lá, ela foi para a Escola de Design, onde teve aulas com Victorio Edades e Enrique Ruiz. No começo da década de 1930, ela foi para os Estados Unidos, onde estudou na Cranbrook Academy, em Michigan e depois chegou a dar aulas de pintura em Nova Iorque.
Em Nova Iorque, ela conheceu Robert Ho, originário de Hong Kong, com quem começou a namorar. Os dois então se casaram e se mudaram para a China, onde Ho começou uma empresa de transportes de cargas, a Magsaysay Inc.. O casal teve cinco filhos e vivia de mudança por conta do trabalho de Ho. Eles moraram no Brasil, no Canadá, Hong Kong e Japão. Não importando onde morasse, Anita sempre tinha um estúdio, onde passava bastante tempo criando e pintando.
No começo dos anos 1940, a influência de seu professor Fenando Amorsolo em seu trabalho era bastante visível, tanto em termos subjetivos como na iluminação de suas pinturas. Mais tarde, ela acabou apontando para o modernismo e também para o cubismo.

## Últimos anos e morte
Em 3 de outubro de 1999, um leilão de sua obra In the Marketplace, de 1955, aconteceu na Christie's de Cingapura, com um valor de venda de cerca de 405 mil dólares. Este valor foi um recorde para qualquer artista filipino.
Anita pintou até a velhice e foi obrigada a parar quando teve um AVC em 2009. Ela morreu três anos depois, algumas semanas antes de seu aniversário de 98 anos, em 5 de maio de 2012.